# Kappa Ursae Majoris
Kappa Ursae Majoris (Talitha Australis, Al Kaprah, Alphikra Australis, 12 Ursae Majoris) é uma estrela na direção da constelação de Ursa Major. Possui uma ascensão reta de 09h 03m 37.56s e uma declinação de +47° 09′ 24.0″. Sua magnitude aparente é igual a 3.57. Considerando sua distância de 423 anos-luz em relação à Terra, sua magnitude absoluta é igual a −1.99. Pertence à classe espectral A1Vn.